# Zézinho
Zézinho, właśc. José Luís Mendes Lopes (ur. 23 września 1992 z Bissau) – piłkarz z Gwinei Bissau grający na pozycji pomocnika. Od 2021 roku jest zawodnikiem Omonia Aradippou.

## Kariera klubowa
Swoją karierę piłkarską Zézinho rozpoczął w klubie Sporting Clube Bissau. W sezonie 2007/2008 zadebiutował w nim w rodzimej Campeonato Nacional. Grał w nim przez rok.
W 2008 roku Zézinho wyjechał do Portugalii i został zawodnikiem Sportingu CP z Lizbony. Początkowo grał w rezerwach tego klubu, a w sezonie 2011/2012 został wypożyczony do drugoligowego lizbońskiego Atlético CP. W sezonie 2012/2013 stał się członkiem pierwszego zespołu Sportingu. 13 stycznia 2013 zadebiutował w Primeira Liga w wygranym 2:0 wyjazdowym meczu z SC Olhanense. W 70. minucie meczu zmienił Zakarię Labyada. Ze Sportingu był wypożyczany do greckiej Werii oraz do cypryjskiego AEL Limassol.
W 2016 roku Zézinho odszedł do greckiego Lewadiakosu.
| Sezon   | Klub                  | Kraj          | Rozgrywki                 | Mecze | Bramki |
| ------- | --------------------- | ------------- | ------------------------- | ----- | ------ |
| 2007/08 | Sporting Clube Bissau | Gwinea Bissau | Campeonato Nacional       | ?     | ?      |
| 2008/09 | Sporting CP B         | Portugalia    | liga rezerw               | ?     | ?      |
| 2009/10 | Sporting CP B         | Portugalia    | liga rezerw               | ?     | ?      |
| 2010/11 | Sporting CP B         | Portugalia    | liga rezerw               | ?     | ?      |
| 2011/12 | Atlético CP           | Portugalia    | Segunda Liga              | 23    | 0      |
| 2012/13 | Sporting CP           | Portugalia    | Primeira Liga             | 6     | 0      |
| 2012/13 | Sporting CP B         | Portugalia    | Segunda Liga              | 19    | 0      |
| 2013/14 | Sporting CP B         | Portugalia    | Segunda Liga              | 3     | 0      |
| 2013/14 | PAE Weria             | Grecja        | Superleague Ellada        | 25    | 0      |
| 2014/15 | Sporting CP B         | Portugalia    | Segunda Liga              | 3     | 0      |
| 2014/15 | AEL Limassol          | Cypr          | Protathlima A’ Kategorias | 2     | 0      |
| 2015/16 | Sporting CP B         | Portugalia    | Segunda Liga              | 29    | 2      |
| 2016/17 | APO Lewadiakos        | Grecja        | Superleague Ellada        |       |        |

## Kariera reprezentacyjna
W reprezentacji Gwinei Bissau Zézinho zadebiutował w 2010 roku.